# Крупка, Илья Захарович
Илья Захарович Крупка (укр. Ілля Захарович Крупка; 22 июня 1904 год, село Лысовка, Константиноградский уезд, Полтавская губерния — 23 июня 1970 год, село Лысовка, Новосанжарский район, Полтавская область) — колхозник, бригадир колхоза «Большевик» Ново-Санжарского района Полтавской области, Украинская ССР. Герой Социалистического Труда (1948).

## Биография
Родился 22 июня 1904 года в крестьянской семье в селе Лысовка Полтавской губернии. Получил начальное образование. Начал трудиться шестнадцатилетним подростком на различных работах в крестьянских хозяйствах. В 1929 году вступил в колхоз «Большевик» Ново-Санжарского района. Во время оккупации Украины немецкими захватчиками работал на общественном дворе в родном селе. В сентябре 1943 года после освобождения Полтавской области от оккупантов был призван на фронт. После получения ранения в октябре 1943 года был демобилизован.
Возвратившись в Лысовку, восстанавливал разрушенное хозяйство колхоза «Большевик». Был назначен заведующим молочной фермы и в 1946 году — бригадиром полеводческой бригады. Возглавлял бригаду до выхода на пенсию.
В 1947 году полеводческая бригада под руководством Ильи Крупки собрало урожай пшеницы в среднем по 32,4 центнера с каждого гектара на участке площадью 19 гектаров. В 1971 году удостоен звания Героя Социалистического Труда «за получение высоких урожаев пшеницы, ржи и сахарной свеклы при выполнении колхозом обязательных поставок и натуроплаты за работу МТС в 1947 году и обеспеченности семенами зерновых культур для весеннего сева 1948 года».
В 1957—1957 годах участвовал во всесоюзной выставке ВДНХ.
В 1968 году вышел на пенсию. Проживал в родном селе, где скончался в 1970 году. Похоронен на сельском кладбище. Могила Ильи Крупки является памятником истории и культуры Украины по Полтавской области.

## Награды
- Герой Социалистического Труда — указом Президиума Верховного Совета СССР от 10 мая 1948 года
- Орден Ленина